# Central High School (Guyana)
Die Central High School ist eine weiterführende Schule in Georgetown, Guyana. Sie wurde 1927 von Joseph Clement Luck gegründet und wurde die größte private Bildungsinstitution im Land, sowohl für Grundschul- und Weiterführende Bildung.

## Geschichte
Im September 2019 wurde bekannt gegeben, dass die Central High mit der St. Mary’s High School zusammengelegt wird, um „The New Central High School“ zu bilden. 
Später wurde dies jedoch als eine vorübergehende Fusion erklärt, die aufgrund von Problemen im Zusammenhang mit dem Zustand des ehemaligen Gebäudes der Schule vorgenommen worden sei, und der regionale Bildungsbeauftragte versicherte, dass der derzeitige Status der Schule mit Bewertung „A“ erhalten bleiben würde, während die St. Mary’s High School ausläuft.

## Alumni
- Brindley Benn
- Hilton Cheong-Leen
- Tommy Eytle
- Roy A. K. Heath
- Ralph Ramkarran
- Doris Rogers
- Doodnauth Singh